# Estadi Nacional Bukit Jalil
L'Estadi Nacional Bukit Jalil (en malai: Stadium Nasional Bukit Jalil), és un pavelló esportiu situat en el Complex Nacional d'Esports Sukan Negara a la ciutat de Kuala Lumpur a Malàisia. El recinte té una capacitat per a 87.411 espectadors.

L'estadi va ser inaugurat el 1996 per acollir els Jocs de la Commonwealth de 1998 i, des de llavors, és l'estadi oficial de la selecció de futbol de Malàisia. Ha sigut seu de diversos esdeveniments com allotjar els Jocs del Sud-est Asiàtic 2001, una de les seus de la Copa d'Àsia de 2007, a més de les edicions del 2004 i 2012 del Campionat de Futbol del Sud-est Asiàtic.

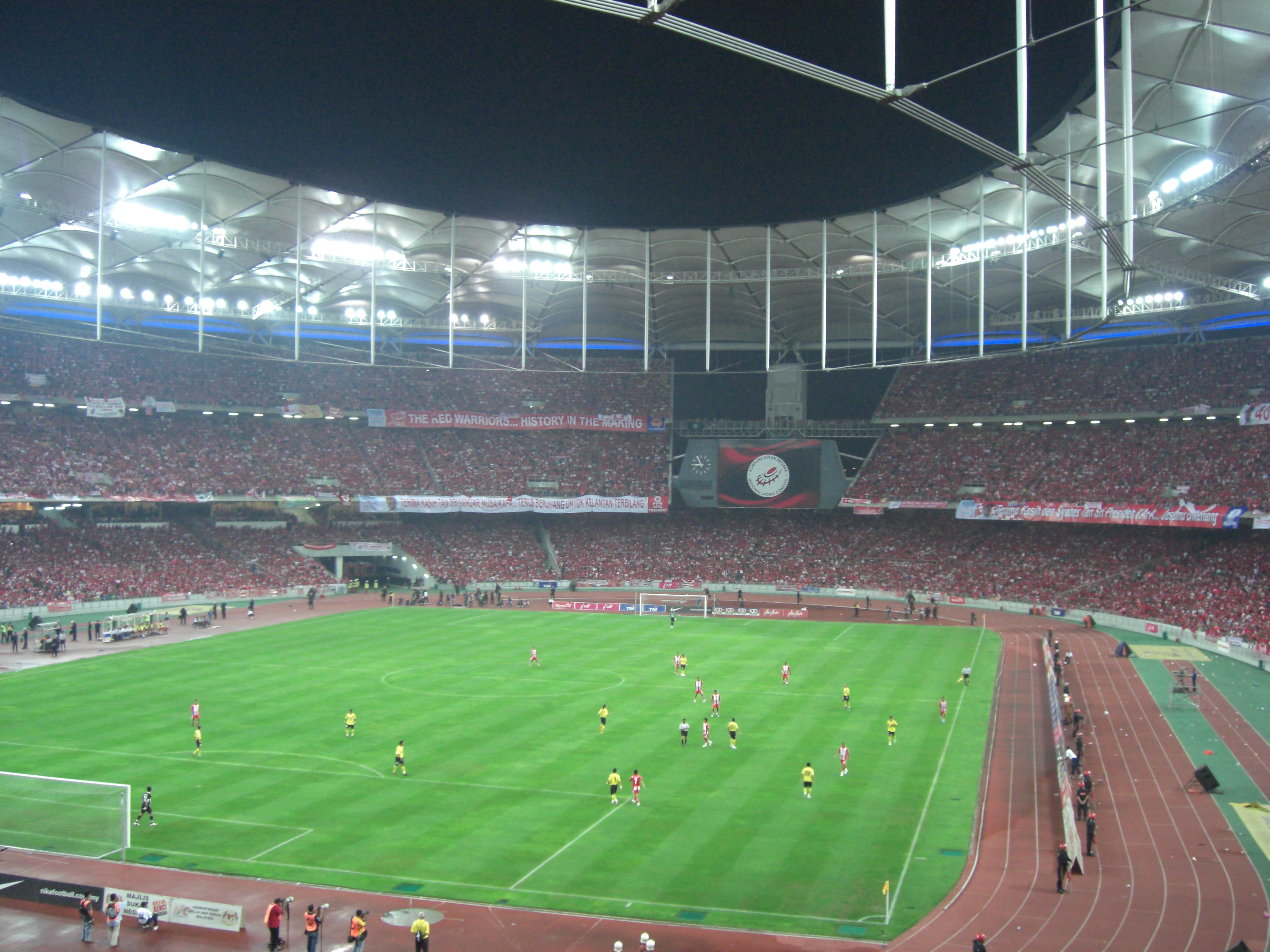
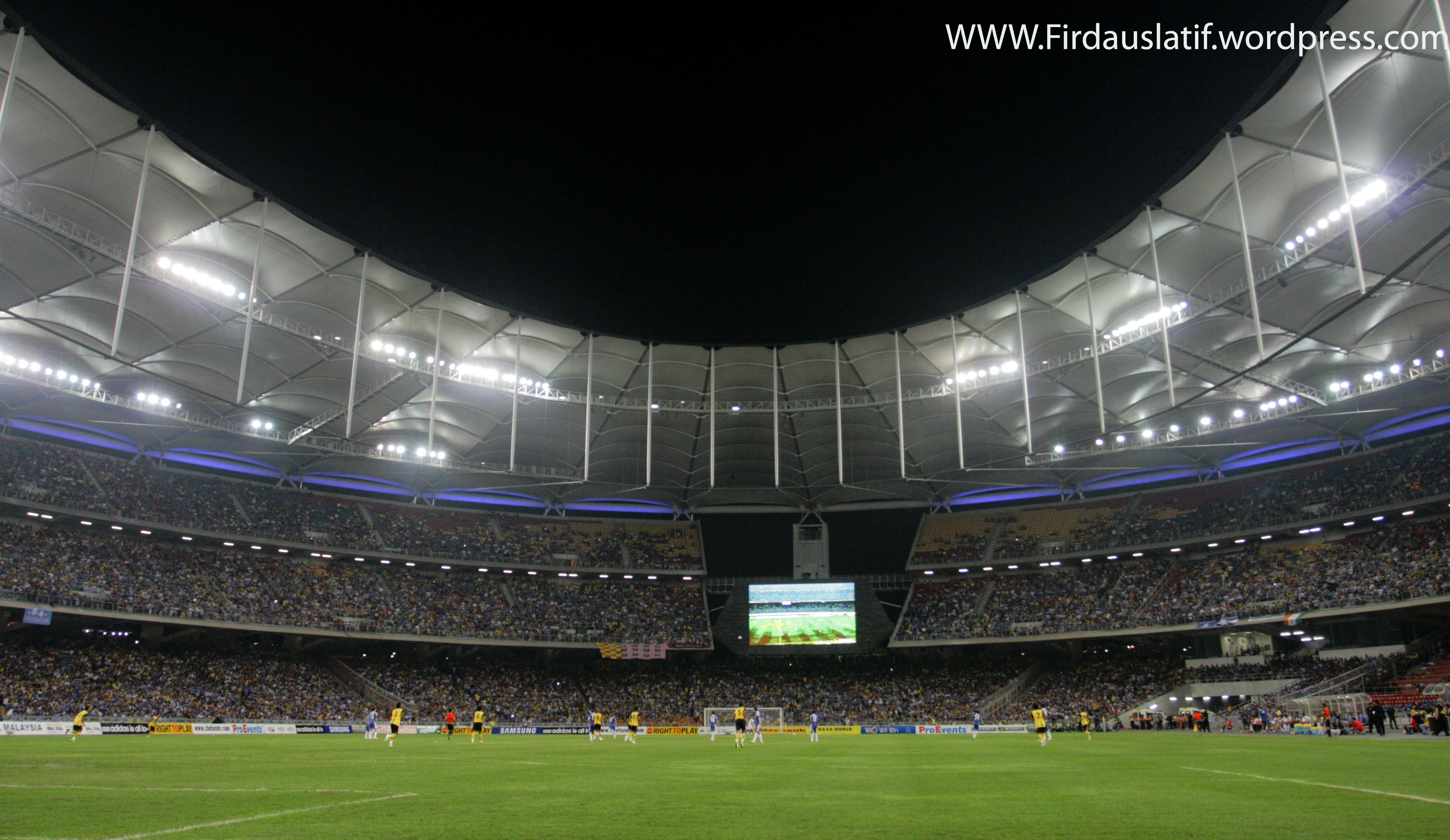